# 小行星21612
小行星21612（21612 Chelsagloria）是一颗绕太阳运转的小行星，为主小行星带小行星。该小行星于1999年5月10日发现。

## 轨道参数
小行星21612的轨道半长轴为2.2545469 UA，离心率为0.071。